# Mucuna lamellata
Mucuna lamellata är en ärtväxtart som beskrevs av Wilmot-dear. Mucuna lamellata ingår i släktet Mucuna och familjen ärtväxter. Inga underarter finns listade i Catalogue of Life.